# Michael Tritscher
Michael Tritscher (ur. 6 listopada 1965 w Schladming) – austriacki narciarz alpejski, brązowy medalista olimpijski.

## Kariera
Największy sukces w karierze Michael Tritscher osiągnął w 1992 roku, kiedy zdobył brązowy medal w slalomie podczas igrzysk olimpijskich w Albertville. W zawodach tych wyprzedzili go jedynie Finn Christian Jagge z Norwegii oraz Włoch Alberto Tomba. Po pierwszym przejeździe zajmował drugie miejsce, tracąc do prowadzącego norwega 1,07 sekundy. W drugim przejeździe także był drugi, jednak łączony czas Austriaka okazał się słabszy 0,46 s od Jagge i 0,18 s od Tomby. Był to jedyny start olimpijski Tritschera. Kilkukrotnie startował na mistrzostwach świata, najlepszy wynik uzyskując na mistrzostwach świata w Vail w 1989 roku, gdzie zajął siódme miejsce w kombinacji alpejskiej.
W zawodach Pucharu Świata pierwsze punkty zdobył 21 marca 1987 roku w Sarajewie, zajmując jedenaste miejsce w slalomie. Pierwsze podium w zawodach tego cyklu wywalczył 11 grudnia 1988 roku w Madonna di Campiglio, gdzie slalom ukończył na trzeciej pozycji. Wyprzedzili go jedynie Alberto Tomba oraz reprezentujący Luksemburg Marc Girardelli. Nieco ponad dwa lata później, 2 marca 1991 roku w Lillehammer odniósł pierwsze pucharowe zwycięstwo, wygrywając w swojej koronnej konkurencji. W kolejnych startach jeszcze jedenaście razy plasował się w najlepszej trójce, w tym dwukrotnie zwyciężał: 19 lutego 1995 roku w Furano oraz 19 listopada 1995 roku w Vail ponownie był najlepszy w slalomie. Wygrana w Vail była jednocześnie ostatnim miejscem na podium wywalczonym przez Tritschera w zawodach Pucharu Świata. Najlepsze wyniki osiągnął w sezonie 1994/1995, kiedy zajął czternaste miejsce w klasyfikacji generalnej, a w klasyfikacji slalomu był drugi. Wśród slalomistów lepszy okazał się tylko Tomba. Austriak był też między innymi czwarty w klasyfikacji slalomu w sezonie 1989/1990. W 1993 roku wywalczył swój jedyny tytuł mistrza Austrii, zwyciężając w slalomie. W 1998 roku zakończył karierę.

## Osiągnięcia

### Igrzyska olimpijskie
| Miejsce | Dzień     | Rok  | Miejscowość | Konkurencja | Czas biegu  | Strata  | Zwycięzca            |
| ------- | --------- | ---- | ----------- | ----------- | ----------- | ------- | -------------------- |
| 3.      | 22 lutego | 1992 | Albertville | Slalom      | 1:44,39 min | +0,46 s | Finn Christian Jagge |

### Mistrzostwa świata
| Miejsce | Dzień       | Rok  | Miejscowość | Konkurencja | Czas biegu  | Strata     | Zwycięzca       |
| ------- | ----------- | ---- | ----------- | ----------- | ----------- | ---------- | --------------- |
| 7.      | 3 lutego    | 1989 | Vail        | Kombinacja  | 4,72 pkt    | +54,84 pkt | Marc Girardelli |
| DNF     | 12 lutego   | 1989 | Vail        | Slalom      | 2:02,85 min | -          | Rudolf Nierlich |
| DNF     | 22 stycznia | 1991 | Saalbach    | Slalom      | 1:55,38 min | -          | Marc Girardelli |
| DNF     | 8 lutego    | 1993 | Morioka     | Kombinacja  | 34,22 pkt   | -          | Lasse Kjus      |

### Puchar Świata

#### Miejsca w klasyfikacji generalnej
- sezon 1986/1987: 82.
- sezon 1987/1988: 83.
- sezon 1988/1989: 26.
- sezon 1989/1990: 19.
- sezon 1990/1991: 19.
- sezon 1991/1992: 52.
- sezon 1992/1993: 54.
- sezon 1993/1994: 78.
- sezon 1994/1995: 14.
- sezon 1995/1996: 62.
- sezon 1996/1997: 65.
- sezon 1997/1998: 110.

#### Zwycięstwa w zawodach
1. Lillehammer – 2 marca 1991 (slalom)
2. Furano – 19 lutego 1995 (slalom)
3. Vail – 19 listopada 1995 (slalom)

#### Pozostałe miejsca na podium
1. Madonna di Campiglio – 11 grudnia 1988 (slalom) – 3. miejsce
2. Kranjska Gora – 6 stycznia 1990 (slalom) – 3. miejsce
3. Schladming – 12 stycznia 1990 (slalom) – 2. miejsce
4. Geilo – 8 marca 1990 (slalom) – 2. miejsce
5. Mt. Hutt – 8 sierpnia 1990 (slalom) – 2. miejsce
6. Sestriere – 19 listopada 1992 (slalom) – 2. miejsce
7. Tignes – 4 grudnia 1994 (slalom) – 2. miejsce
8. Sestriere – 12 grudnia 1994 (slalom) – 3. miejsce
9. Lech – 21 grudnia 1994 (slalom) – 3. miejsce